# زراعة مدعومة من المجتمع

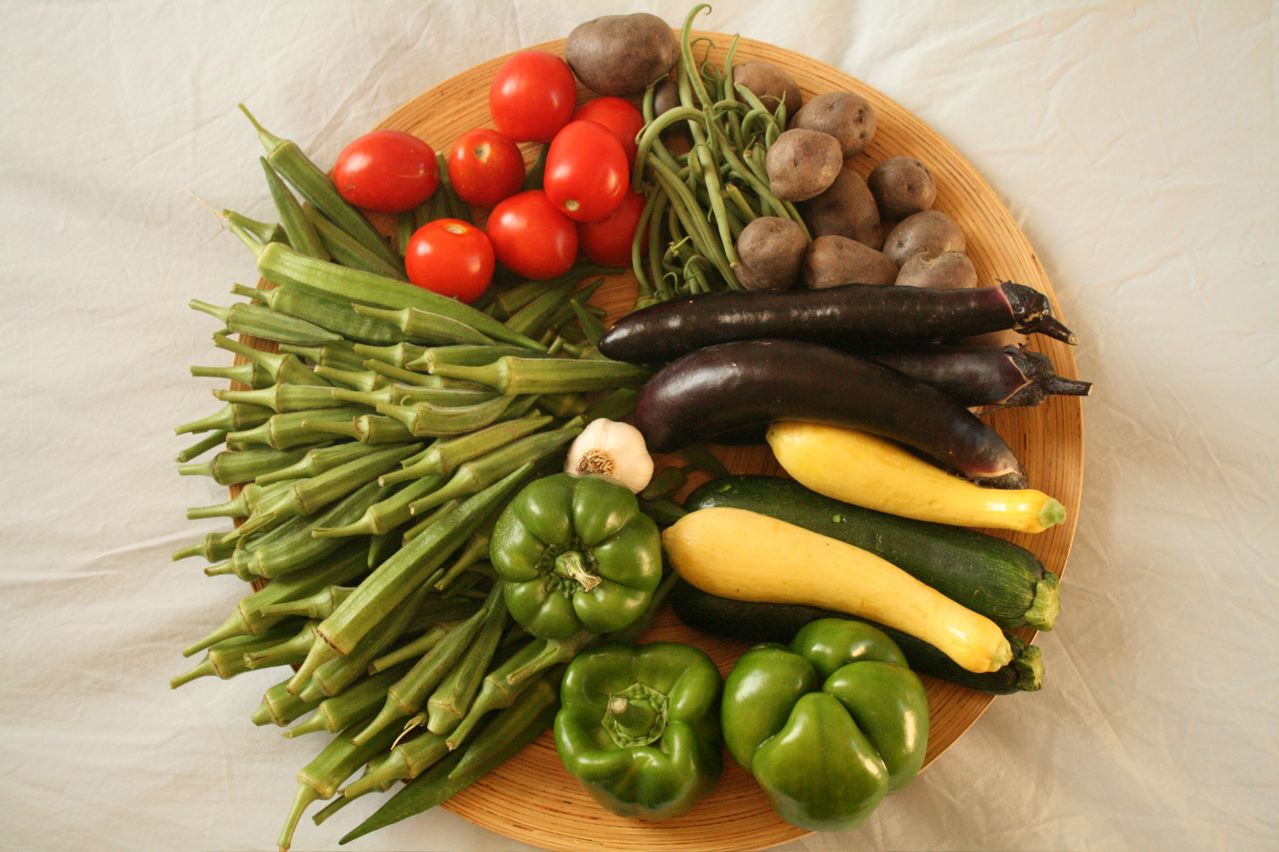
نموذج لنصيب أسبوعي من المشاركة في نظام الزراعة المدعومة من المجتمع، تشمل فلفل، بامية، طماطم، فاصوليا، بطاطاس، ثوم، باذنجان، وقرع

الزراعة المدعومة من المجتمع يشار إليها بالرمز CSA، هي نظام يربط عن قرب المُنتج بالمستهلك ضمن نظم غذائية من خلال السماح للمستهلك بالاشتراك في حصاد مزرعة معينة أو مجموعة من المزارع. هي نموذج اجتماعي اقتصادي بديل للزراعة وتسويق الطعام حيث يسمح للمُنتج والمستهلك مشاركة في مخاطر الزراعة. هي نموذج فرعية من الزراعة المدنية التي لديها هدف شامل لتعزيز الشعور بالمجتمع من خلال الأسواق المحلية.
يتلقى المشتركون صندوق من المنتجات أو السلع الزراعية كل أسبوع أو كل أسبوعين، مقابل الاشتراك في موسم الحصاد. وهذا يشمل الفاكهة والخضروات في بداية الموسم وقد تتسع لتشمل السلع المجففة، البيض، اللحوم، إلخ. عادة، ما يحاول المزارعون إقامة علاقات مع المشتركين عن طريق إرسال خطابات أسبوعية عما يحدث في المزرعة، ولدعوتهم للحصاد، أو إقامة فعالية في مزرعة مفتوحة. تقدم بعض المزارع التي تعتمد مبدأ الزراعة المدعومة من المجتمع تبرعات للعمل بدلاً من مقاسمة تكاليف الاشتراك.
يستخدم مصطلح الزراعة المدعومة من المجتمع في الغالب في الولايات المتحدة وكندا ولكن هناك مجموعة متنوعة من الأنظمة الفرعية المشابهة للإنتاج والاقتصاد تستخدم في جميع أنحاء العالم.

## تاريخها
صيغ مصطلح «زراعة مدعومة من المجتمع» في شمال شرق الولايات المتحدة في ثمانينيات القرن العشرين، بتأثير من أفكار الزراعة الأوروبية البيوديناميكية التي صاغها رودولف شتاينر. أحضر مزارعان أوروبيان، جان فاندر توين من سويسرا وتراوغر غروه من ألمانيا، أفطار الزراعة الأوروبية البيوديناميكية إلى الولايات المتحدة في منتصف ثمانينيات القرن العشرين. كان فاندر توين قد شارك في تأسيس مشروع زراعة مدعوم من المجتمع تحت اسم توبينامبور قرب مدينة زيورخ في سويسرا. نشأت صياغة مصطلح «زراعة مدعومة من المجتمع» من خلال فاندر توين. أدى هذا التأثير إلى إنشاء نموذَجَيّ زراعة مدعومة من المجتمع بشكل منفصل ومتزامن في عام 1986. أُنشئت سي إس إيه غاردن في غريت بارينغتون في ماساشوستس من قبل يان فاندر توين، وسوزان ويت، وروبن فان إن. فيما أُنشئت مزرعة تيمبل-ويلتون المجتمعية في نيوهامشير من قبل أنثوني غراهام، وتراوغر غروه، ولينكولن غايغر.
بقيت سي إس إيه غاردن في غريت بارينغتون متماسكة حتى عام 1990 حين غادر عدة أعضاء لتشكيل ماهايوي هارفيست سي إس إيه. أصبحت روبن فان إن، واحدة من المؤسسين الأصليين، مؤثرة بشكل كبير في حركة الزراعة المدعومة من المجتمع في أمريكا وأسست سي إس إيه نورث أمريكا في عام 1992. كانت مزرعة تيمبل-ويلتون المجتمعية أكثر نجاحًا وهي تعمل حتى اليوم كمزرعة مدعومة من المجتمع. أصبحت عضوًا مهمًّا في مجتمع ويلتون وتتلقى تمويلًا من الولاية، وتمويلًا فدراليًّا، وتمويلًا من مصادر محلية.
وجد نموذج موازٍ يدعى نموذج تيكي في اليابان منذ منتصف ستينيات القرن العشرين. كذلك، ظهر نموذج روج د. بروكر ت. واتلي، وهو أستاذ في الزراعة في ألاباما، لأندية عضوية العملاء منذ ستينيات القرن العشرين.
منذ ثمانينيات القرن العشرين، نظمت مزارع مدعومة من المجتمع على امتداد أمريكا الشمالية، وخصوصًا في نيو إنغلاند، والساحل الشمالي الغربي، وساحل المحيط الهادي، والغرب الأوسط العلوي، وكندا. تمتلك أمريكا الشمالية اليوم على الأقل 13 ألف مزرعة مدعومة من المجتمع منها 12,594 في الولايات المتحدة وفق وزارة الزراعة الأمريكية في 2007. يبدو أن صعود الزراعة المدعومة من المجتمع مرتبط بزيادة الوعي تجاه الحركة البيئية في الولايات المتحدة الأمريكية. من الأمثلة على الزراعة المدعومة من المجتمع الأكبر وذات الأساس الراسخ في الولايات المتحدة أنجيليك أورغانيكس، غولدن إيرثوورم أورغانيك فارم، فيليس بريدج فارم بروجكت، روكسبوري فارم. أصبحت الزراعة المدعومة من المجتمع أكثر شعبية في الأوساط المدنية كما أثبت برنامج تحالف مدينة نيويورك ضد الجوع الذي يمتلك مواقع في كل من أحياء المدينة الخمس. أكبر المزارع المدعومة مجتمعيًّا من حيث عدد الاشتراكات بأكثر من 13 ألف عائلة هي فارم فريش تو يو في وادي كاباي في كاليفورنيا. شبكة الزراعة المدعومة من المجتمع في كيبك (بدأت في عام 1995) هي إحدى أكبر الشبكات في العالم. هي نظام فريد تتواصل فيه منظمات غير ربحية مع العملاء نيابة عن المزارعين وتوفر الدعم التقني لهؤلاء المزارعين. تضم هذه الشبكة أكثر من مئة مزرعة. يستخدم المزارعون بعض المزارع المدعومة من المجتمع، كشوغر ماونتن فارم في فيرمونت، لتمويل تحسينات وبنى تحتية جديدة.
منذ عام 2008، تنظم الوكالة الدولية الطارئة لشبكات الزراعة المدعومة من المجتمع الإعلان، وتتبادل البرامج التي نتجت عن إنشاء عشرات المزارع الصغيرة المدعومة من المجتمع في أوروبا الوسطى والشرقية.
بدأت الزراعة المدعومة من المجتمع في الصين عقب سلسلة من فضائح الأمن الغذائي في أواخر العقد الأول من الألفية الثانية. قٌدر وجود أكثر من 500 مزرعة مدعومة من المجتمع في الصين بحلول عام 2017. كانت هذه المزارع قوة حاسمة في تطوير الزراعة العضوية والبيئية في الصين. يجتمع مزارعو الصين المتخصصون بالزراعة المدعومة من المجتمع والباحثين ومنظمات المجتمع المدني في الصين سنويًّا في الندوة الوطنية للزراعة المدعومة من المجتمع التي تقام منذ عام 2009.
نمت مشاركة النساء في العمل الزراعي خارج «مجال الزراعة التقليدية التي يسيطر عليها الرجال» بشكلٍ كبير. تمثل النساء في الزراعة المدعومة من المجتمع 40 بالمئة من مشغلي المزارع.